# Teruelius limbatus
Espèce
Synonymes
- Buthus limbatus Pocock, 1889

Teruelius limbatus est une espèce de scorpions de la famille des Buthidae.

## Distribution
Cette espèce est endémique du centre de Madagascar,.

## Description
Le mâle syntype mesure 45,5 mm et la femelle syntype 58 mm.

## Systématique et taxinomie
Cette espèce a été décrite sous le protonyme Buthus limbatus par Pocock en 1889. Elle est placée dans le genre Grosphus par Kraepelin en 1891, dans le genre Teruelius par Lowe et Kovařík en 2019, dans le genre Grosphus par Lourenço, Rossi, Wilmé, Raherilalao, Soarimalala et Waeber en 2020 puis dans le genre Teruelius par Lowe et Kovařík en 2022.

## Publication originale
- Pocock, 1889 : « Notes on some Buthidae, new and old. » Annals and Magazine of Natural History, sér. 6, vol. 3, p. 334–351 (texte intégral).